# 조르조 콜란젤리

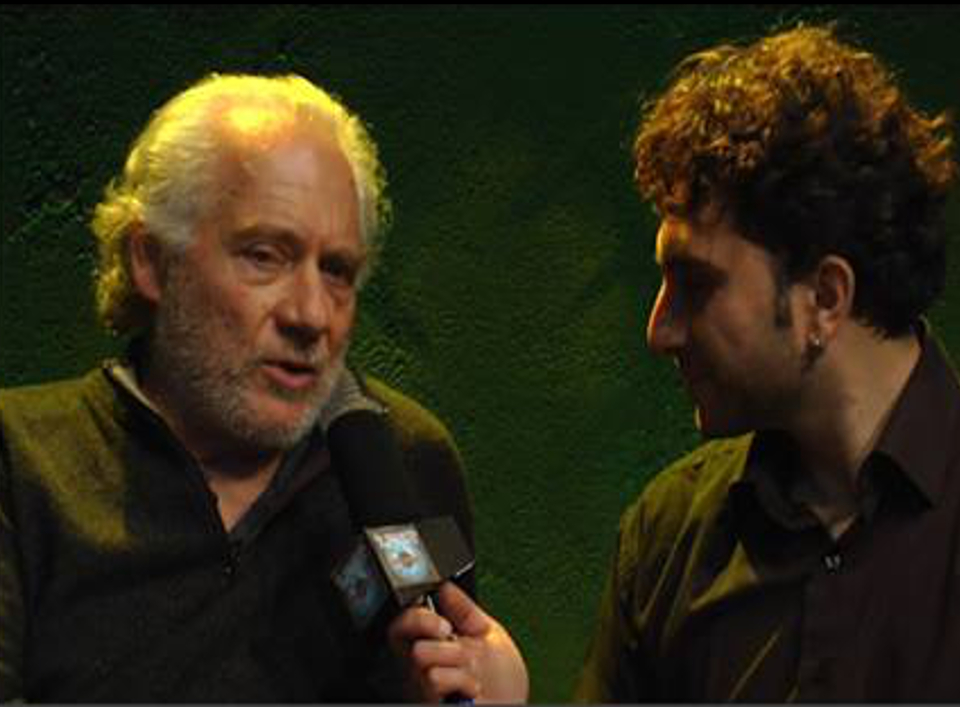

조르조 콜란젤리(Giorgio Colangeli, 1949년 12월 14일 ~ )는 이탈리아의 배우이다.
로마에서 태어났다.

## 영화
- 이매큘레이트 (2024년) - 프랑코 모렐라 추기경 역
- 솔대드 (2018년)
- 트윈 플라워 (2018년)
- 어글리 네스티 피플 (2017년)
- 앵그리 맨 (2017년)
- 라이크 피쉬 점프 (2016년)
- 스토리 서스펜스 (2015년)
- 바나나 (2015년)
- 클로로 (2015년)
- 당신을 기다리는 시간 (2015년) - 피에트로 역
- 언더 더 시리즈 (2014년)
- 미라피오리 루나파크 (2014년)
- 이프 아이 클로즈 마이 아이즈 아임 낫 히어 (2013년)
- 페이스 (2013년)
- 스토리 오브 어 매서커  (2012년) - 페데리코 역
- 랜드 (2011년) - 레오니다 역
- 라 스트라다 버소 카사 (2011년)
- 아일런즈 (2011년)
- 타탄카 (2011년)
- 스캐터드 클라우드 (2011년)
- 20 시가렛츠 (2010년)
- 내 삶의 여인 (2010년)
- 시간 보내기 (2010년)
- 우리의 인생 (2010년)
- 마르피콜로 (2009년)
- 키프 유어 헤드 업 (2009년)
- 더블 아워 (2009년)
- 톡 투 미 어바웃 러브 (2008년) - 리카르도 역
- 위 캔 두 댓! (2008년)
- 오해의 눈빛 (2008년)
- 일 디보 (2008년)
- 아딜 유서프 (2007년)
- 나의 아버지 (2006년)
- 패밀리 프렌드 (2006년)
- 만찬 (1998년)